# Ramdas Gandhi
Ramdas Mohandas Gandhi (* 1897 in Durban, Südafrika; † 14. April 1969 in Bombay) war der dritte Sohn von Mohandas Gandhi und mit seinem Vater in der Unabhängigkeitsbewegung Indiens aktiv.
Er wuchs in Südafrika auf. Obwohl er niemals den Idealismus seines Vaters hatte, beteiligte er sich dennoch an den Demonstrationen der 1930er Jahre. Zahlreiche Gefängnisaufenthalte schädigten seine Gesundheit, doch er überlebte seine Eltern und seine drei Brüder.
Mit seiner Frau hatte er die drei Kinder.